# Tour du Languedoc-Roussillon
Le Tour du Languedoc-Roussillon est une ancienne compétition cycliste n'ayant connu qu'une seule édition en 2004. Lorsque disparaît le Grand Prix du Midi libre par la volonté du groupe Midi libre (plus précisément du groupe La Vie-Le Monde, propriétaire du groupe), un vide apparaît dans la saison cycliste. La nouvelle présidence de la région Languedoc-Roussillon n'avait pas forcément voulu voir perdurer le Grand Prix du Midi libre, mais était favorable à la présence d'une course cycliste de cette ampleur dans la région. C'est ainsi qu'est né le Tour du Languedoc-Roussillon, organisée par Amaury Sport Organisation, la société du Tour de France.
L'épreuve est remportée par le Français Christophe Moreau, grâce à sa victoire en haut de la Côte de la Croix Neuve à Mende. Elle n'est pas reconduite la saison suivante, faute de sponsors.
Un Tour du Languedoc-Roussillon féminin a lieu en 2013.

## Les étapes
Cette seule édition 2004 était composée de 5 étapes, traversant les 5 départements de la région en partant de Maury (Pyrénées-Orientales) pour finir à Sète (Hérault) en haut du Mont Saint-Clair : 
| Étape     | Date   | Villes étapes           | km  | Vainqueur d'étape | Leader du classement général |
| 1re étape | 19 mai | Maury - Port-Vendres    | 167 | Thor Hushovd      | Thor Hushovd                 |
| 2e étape  | 20 mai | Port-Leucate - Narbonne | 188 | Thor Hushovd      | Thor Hushovd                 |
| 3e étape  | 21 mai | Ganges - Aigues-Mortes  | 162 | Martin Elmiger    | Thor Hushovd                 |
| 4e étape  | 22 mai | Pont-du-Gard - Mende    | 161 | Christophe Moreau | Christophe Moreau            |
| 5e étape  | 23 mai | Florac - Sète           | 162 | Lance Armstrong   | Christophe Moreau            |

## Palmarès
|  | Vainqueur                 | Christophe Moreau                |
|  | Classement par points     | Thor Hushovd                     |
|  | Classement de la montagne | Christophe Moreau                |
|  | Meilleur jeune            | Sandy Casar                      |
|  | Classement par équipes    | US Postal Service by Berry Floor |